# BitMan
BitMan – dodatek komputerowy do Dziennika Wschodniego, który ukazywał się w latach 1995–1998.
Dodatek poruszał tematykę ogólnoinformatyczną, w tym zastosowania komputerów na uczelniach, w domu i w biurze. Ukazywał się w każdy czwartek. Pierwszym redaktorem prowadzącym był Rajmund Kuduk, a następnym Andrzej Karpiński. Wielu spośród redaktorów związanych z BitManem rekrutowało się spośród środowisk związanych z UMCS. 
Akademicki charakter tekstów powodował, że z jednej strony odbiór dla przeciętnego czytelnika był dość trudny (część tekstów była przeznaczona dla zaawansowanych użytkowników), z drugiej – dodatek otrzymywał bardzo wysokie oceny w środowisku i wśród specjalistów. 
Ograniczony zasięg i nakład oraz charakter tekstów (który nie powodował istotnego zwiększenia sprzedaży lub wpływów z reklam dla Dziennika) zdecydowały o ostatecznym niepowodzeniu przedsięwzięcia.